# Copiphora brevicauda
Copiphora brevicauda är en insektsart som beskrevs av Heinrich Hugo Karny 1907. Copiphora brevicauda ingår i släktet Copiphora och familjen vårtbitare.

## Underarter
Arten delas in i följande underarter:
- C. b. brevicauda
- C. b. costaricensis